# Pretty Boy Floyd
Pretty Boy Floyd — американская глэм-метал группа основанная в Голливуде, штат Калифорния в 1987 году. Наиболее известны по своему дебютному альбому «Leather Boyz With Electric Toyz» и по двум синглам из него: «Rock and Roll (Is Gonna Set the Night on Fire)» и «I Wanna Be With You». Группа распалась в 1994 году, но в 1995 году воссоединилась, выпустив несколько новых записей. Группа существует и по сей день выпуская новые записи, последняя из которых является трибьют-альбом группе Kiss — "Kiss of Death" (2010).

## История

### Начало (1987—1989)
Группа изначально появилась под названием Doll в честь тогдашнего лидера и вокалиста Kerry Doll’a. Первоначально группа состояла: Kerry Doll — вокал, Ariel Stiles — гитарист, басист Vinnie Chas и барабанщика Kari Kane. Кроме того, они записали несколько демозаписей под названием Doll. В 1987 вокалист Kerry Doll был заменен на Steve Summers’a, в то же время они сменили название на «Pretty Boy Floyd» (в честь Чарльза «Красавчика» Флойда). Вскоре гитарист Ариэль Стайлз был заменен на Нью-Йоркского гитариста Кристи «Krash» Мэйджора. Название «Pretty Boy Floyd» предложил продюсер Ким Фоули, который в то время работал с группой. Таким образом, группа официально была создана в 1987 году в Голливуде, Лос-Анджелес. После нескольких успешных выступлений в клубах, был подписан контракт с лейблом MCA Records.

### Leather Boyz With Electric Toyz (1989)
После успешных выступлений в клубах на Sunset Strip, Pretty Boy Floyd взяли перерыв, чтобы подготовиться к записи своего дебютного альбома. Альбом получил название «Leather Boyz with Electric Toyz», продюсером альбома стал Говард Бенсон работавший с Motorhead. С альбома было выпущено два сингла: «Rock and Roll (Is Gonna Set the Night on Fire)» и «I Wanna Be With You». На эти синглы были так же сняты видеоклипы, последний из них получил большую ротацию на MTV.
Большая часть материала на дебютный альбом была написана бывшим гитаристом Ариэлем Стайлзем, исключением стала песня «Rock and Roll (Is Gonna Set the Night on Fire)» написанная гитаристом Кристи Мэйджором. Альбом также содержал кавер версию песни группы Motley Crue «Toast Of The Town». В декабре 1989 Pretty Boy Floyd были вовлечены в некоторые правовые проблемы с группой с таким же названием из Канады. Канадская группа Pretty Boy Floyd выпустила дебютный альбом «Bullets & Lipstik» в 1989, но группа из США выиграла дело, и канадцы были вынуждены изменить своё название на «Tommy Floyd» (имя своего лидера). В начале 1990 года, Pretty Boy Floyd были приглашены в турне по Великобритании на разогреве у The Quireboys, но турне не состоялось.
Дебютный диск «Leather Boyz With Electric Toyz»" на глэмовой сцене произвел потрясающее впечатление. О молодой группе писали все металлические издание Европы, Америки и Японии.16 декабря 1989 группа появилась на обложке британского журнала Kerrang!. Было запланировано европейское турне в сопровождение White Lion, но болезнь вокалиста последних сорвала эти планы. Пока группа компенсировала это событие участием в саундтреках к фильмам «Парень-каратист 3» и «Подмена», ситуация на музыкальном рынке изменилась. В фильме «Подмена» звучала ранее не издававшееся «Slam Dunk». В итоге МСА Records разорвали контракт, а группа отправилась в отпуск.

### Воссоединение
К концу 1995 года Pretty Boy Floyd снова собрались вместе. Они записали EP состоящий из пяти песен под названием «A Tale of Sex, Designer Drugs, and the Death of Rock N Roll». EP был записан в 1998 при помощи бывшего гитариста группы Big Bang Babies Keri Kelli и бывшего басиста L.A Guns Keff Ratcliffe. 5 треком стал кавер на Big Bang Babies «Everybody Needs a Hero» под авторством самого Keri Kelli.
В 1998 году группа записала полноформатный альбом под названием «Porn Stars». На нём группа перезаписала 5 треков из дебютного альбома , 1 трек из EP «A Tale of Sex, Designer Drugs, and the Death of Rock N Roll» и два кавер версий на KISS — «Shout It Out Loud», Alice Cooper — «Department of Youth»

## Состав

### Текущий Состав
- Стиви «Sex» Саммерс — вокал (1987-наст.время)
- Kristy «Krash» Majors — гитара (1988—1990,2003,2011-2012,2015)

### Бывшие Участники
| - Трейси Майклз — ударные (2004—2005, 2007) R.I.P. - Vikki Foxx — ударные (2011—2012) - Mikki Twist — бас-гитара (2007) - Davey Lister - Gutar (2007-2008) - Derek James Hohnbaum — гитара (2007—2009) - Scotti Dee — ударные (2007) - Keri Kelli — гитара (1995—1999, 2000—2001) - Vinnie Chas † — бас-гитара (1987—1991) - JK (Just Kiddingi’llnever B.) Famous — бас-гитара (2007, 2008) - Kari Kane — ударные (1987—1991, 1995—2001, 2006, 2008) - Troy Patrick Farrell — ударные (2009—2010) - Tchad Drats — гитара — (2000—2004), bass (2012) - Ariel Stiles — гитара (1987-1988, 1990-1994) |

## Дискография

### Студийные Альбомы
- Leather Boyz With Electric Toyz (1989)
- Porn Stars (1998)
- Size Really Does Matter (2004)

### EP
- A Tale of Sex, Designer Drugs, and the Death of Rock N Roll (1997)
- Live Hard Live Fast (2007)
- Special Edition 4 Track EP (2012) (only sold at concerts)

### Синглы
- «Rock and Roll (Is Gonna Set the Night on Fire)» (1989)
- «I Wanna Be With You» (1989)
- «Do You Wanna Touch» (2008)

### Концертные альбомы
- Live At The Roxy — Wake Up Bitch (1998)
- Live At The Pretty Ugly Club (2001)
- Live In Buffalo — DVD (2003)
- Live on the Sunset Strip (2014)

### Трибьют Альбомы
- Kiss Of Death — A Tribute To KISS — (2010)

### Сборники
- The Vault — Demos — (2002)
- The Vault 2 — Demos — (2003)
- Tonight Belongs to the Young — Remastered Demos — (2003)
- Dirty Glam — (2004)
- The Greatest Collection — The Ultimate Pretty Boy Floyd — (2004)
- Glam As Fuck — Vinyl — (2009)